# 박태서 (기업인)
박태서(朴泰緖, 1928년 11월 20일 ~ 2010년 3월 16일)는 대한민국의 기업인이다. 삼성의 ‘구조조정본부 7인방’ 중 하나로 잘 알려져 있으며, 신세계, 제일제당 (현 CJ), 중앙개발 (현 에버랜드), 전주제지(현 한솔제지) 등의 사장 및 제일탄소공업 회장을 역임하였다. 박태서는 6.25 전쟁에 참전하여 수훈하였고, 생전에 대한민국의 산업 발전 및 다양한 분야에 기여한 재계인물로 뽑힌다.

## 태생
박태서는 1928년 11월 20일에 경상남도 산청군(山淸郡)에서 박승완의 3남 2녀중 장남으로 태어났다.  
본관은 반남(潘南)이다.

## 학력
1946년 진주공립 중학교 졸업
1948년 경성대학교 예과 졸업
1953년 서울대학교 법과대학 행정학과 수료

## 경력
1957년 삼성 공채 1기로 입사
1961년 삼성그룹 기획부 부장
1962년~1968년 삼성그룹 2대 비서실장
1970년 주식회사 신세계백화점 대표이사 사장
1974년 제일제당 (현 CJ) 대표이사 사장
1977년 중앙개발(현 에버랜드) 대표이사 사장
1978년 전주제지(현 한솔제지) 대표이사 사장
1983년 제일탄소공업 주식회사 대표이사 회장
1994년~1997년 제일산업개발 주식회사 대표이사 회장

### 타경력
1953년 6‧25 전쟁에 중위로 참전
1964년 제일모직 공업주식회사 이사
1965년 성균관대학교 이사
1965년 재단법인 삼성문화재단 이사
1965년 중앙일보 이사
1973년도에는 조선일보에 <일사일언> 칼럼을, 1974년도에는 한국일보에 <천자춘추>를, 1983년엔 매일경제신문에 <매경춘추>를 기고하였다. 평소 폭넓은 지식과 유려한 문장으로, 경제계와 일상을 아우르는 글로써 일간지와 잡지에 수많은 기고가 있다. 호는 운암 (雲巖)이었다.

## 상훈
1953년 6‧25전쟁에 중위로 참전하여 화랑무공훈장을 수훈하였다. 
1974년 산업포장과 1976년 은탑산업훈장을 수훈하였다.

## 가족
부인은 남한산성생으로 이익재의 3남 1녀중 외동딸인 이종원씨로, 슬하에 3남1녀, 찬영, 찬열, 찬준과 윤정을 두었다. 이종원씨의 친정본가가 만석꾼으로 부유하여, 우리나라 최초의 ‘흥부가’ 영화의 흥부가 부자된 집의 촬영지였다.

## 사망
2010년 3월 18일 10시경 서울특별시 강남구 일원동 소재 삼성서울병원에서 향년 83세로 타계하였다. 현재 대전 국립현충원에 안장되어있다.

## 대중매체
2004~2005 MBC에서 방영된 <영웅시대>에서 대한그룹의 막강한 실세비서의 실존 모델로 삼았다.